# Donald Mackay
Donald Bruce Mackay (Griffith, 13 settembre 1933 – Griffith, 15 luglio 1977) è stato un politico australiano, deputato liberale del Nuovo Galles del Sud e attivista anti-droga, morto a soli 43 anni per omicidio.

## Biografia
Preoccupato del crescente traffico di droga nella zona in cui viveva e a conoscenza di un grande campo di marijuana nei pressi di Coleambally, Mackay informò la squadra antidroga di Sydney che procedette a diversi arresti portando in carcere quattro persone di origini italiane.
Il 15 luglio 1977, Mackay scomparve dal parcheggio di un hotel dopo aver bevuto con gli amici e non fu più trovato. La sua auto fu trovata vuota e contenente tracce di sangue e proiettilli calibro 22. La sua scomparsa fece notizia e molti credettero che il responsabile fosse l'esponente della 'ndrangheta australiana Robert Trimboli.

## Omaggi
- A fine 2008 il Rotary Club di Griffith eresse un memoriale sulla Banna Avenue, la strada principale di Grifitth, per onorare il trentesimo anniversario del suo omicidio.
- Nel 2009 Andrew McFarlane ha interpretato il ruolo di Mackay nella serie televisiva Underbelly: A Tale of Two Cities.